# Sayaka Shōji
Sayaka Shōji (庄司 纱矢香 Shōji Sayaka?) es una violinista clásica nacida en Tokio, Japón el 30 de enero de 1983. Es el ganador más joven de la historia del Concurso Internacional de Violín "Nicolo Paganini" de Génova en 1999.

## Historia
Nacida en una familia de artistas (su madre es una pintora y la abuela es poetisa), pasó su infancia en Siena, Italia. Estudió en la Hochschule für Musik Köln con Zakhar Bron y se graduó en 2004. Entre sus maestros se incluyen Sashko Gawrillow, Uto Ughi y Shlomo Mintz.
Zubin Mehta ha sido su gran defensor. Cuando Shoji interpretó su primera audición para él, en el año 2000, el destacado director cambió su agenda de inmediato con el fin de que hiciera su primera grabación con la Orquesta Filarmónica de Israel. Después la invitó a tocar con la Orquesta Estatal de Baviera y con la Orquesta Filarmónica de Los Ángeles.
Desde entonces Shoji es invitada regularmente a muchas orquestas importantes, incluyendo la Filarmónica de Israel, la Orquesta Filarmónica de Berlín, Orquesta Sinfónica de Londres, la Orquesta Sinfónica de Baltimore, Orquesta Filarmónica de San Petersburgo, Orquesta Filarmónica de Seúl, la Orquesta de la Academia Nacional de Santa Cecilia y la Orquesta Sinfónica de la WDR de Colonia bajo la batuta de Lorin Maazel, Yuri Temirkanov, Chung Myung-Whun y Semión Bychkov.
Sayaka Shoji graba para la Deutsche Grammophon y ejecuta sus obras con el Stradivari "Recamier", de 1729, préstamo de Ryuzo Ueno, Presidente honorario de Ueno Fine Chemicals Industry Ltd.

## Discografía
- Paganini Violin Concierto No. 1 / Chausson Poėme / Waxman Carmen Fantasy / Milstein Paganiniana

Orquesta Filármonica de Israel, Director Zubin Mehta
julio de 2000, Deutsche Grammophon
- Louvre Recital

Itamar Golan, Piano
septiembre de 2001, Deutsche Grammophon
- Serguéi Prokófiev Violin Sonatas Dmitri Shostakóvich Preludios

Itamar Golan, Piano
diciembre de 2003, Deutsche Grammophon
- Mendelssohn & Tchaikovsky Violín Concierto

Orquesta Nacional de Francia, Director Myung-Whun Chung
octubre de 2005, Deutsche Grammophon
- Beethoven Sonatas 2&9

Gianluca Cascioli, Piano
2010 Deutsche Grammophon
- Bach & Reger Solo Works

2011 Mirare